# جوان حاجو
جوان حاجو (به کردی لاتین: Ciwan Haco، متولد ۱۹۵۷ در قامشلی - ) موسیقی‌دان، آهنگساز و خواننده کُرد اهل سوریه است. جوان حاجو ملودی‌ها و نغمه‌های موسیقی اصیل کُردی را با موسیقی راک غربی تلفیق کرده و قطعات خود را به سبک فولک راک تنظیم کرده و آثار جدیدی در موسیقی کُردی ارائه کرده‌است. جوان حاجو با سبک خود تا حد زیادی موسیقی کردی را به جهان معرفی کرد.

## زندگی
جوان حاجو در سال ۱۹۵۷ در شهر قامشلی در کردستان سوریه متولد شد. بعد از اتمام تحصیلات دبیرستان به آلمان سفر کرد. در دانشگاه بوخوم به مدت سه سال در رشتهٔ موسیقی تحصیل کرد. بعد از آن به صورت حرفه‌ای و فعال شروع به ضبط و انتشار آلبوم‌هایش کرد.

## آثار
جوان حاجو آلبوم‌های «دوری»، «بلور من»، «گل قرمز»، «داستان یک جوانمرد (ده‌ستانا ئه‌گیده‌ک)» و «لیلا» را در ترکیه ضبط کرد.

### آلبوم‌ها
- دیاربکر (۱۹۸۱)
- گل سرخ (۱۹۸۳)
- لیلا (۱۹۸۵)
- بلا چاو (۱۹۸۹)
- دوری (۱۹۹۴)
- بلور من (۱۹۹۷)
- داستان یک جوانمرد (۱۹۹۸)
- دریا (۲۰۰۳)
- نه نه (۲۰۰۴)
- آف (۲۰۰۶)
- برگرد (۲۰۱۲)